# 1967年メキシコグランプリ
1967年メキシコグランプリ (1967 Mexican Grand Prix) は、1967年のF1世界選手権第11戦（最終戦）として、1967年10月22日にシウダ・デポルティーバ・マグダレナ・ミクスカで開催された。
ロータスのジム・クラークはレースのほぼ全てにおいてクラッチが切れなかったにもかかわらず、2位のジャック・ブラバムに1分以上の差を付けて優勝し、ニュージーランド人のデニス・ハルムは3位となり、チームメイトで3度のチャンピオンであるブラバムを抑え、初のチャンピオンを獲得した。

## レース概要

### チャンピオン獲得の条件
最終戦を迎え、ブラバムのデニス・ハルムとジャック・ブラバムがチャンピオンを獲得するチャンスを残していた。チームメイト同士がチャンピオンを争うのは、1961年のフェラーリ（フィル・ヒルとヴォルフガング・フォン・トリップス）以来6年ぶりである。ランキング首位のハルムは2位のブラバムを5点リードし、下記の通り4位以上でチャンピオンを自力で決められる。
- ハルム（47点） - 4位以上
- ブラバム（42点） - 優勝、かつハルムが5位以下

### エントリー
クリス・エイモンの1台体制が続いていたフェラーリは、本レースのみイギリス人のジョナサン・ウィリアムズを起用し2台体制とした。この直前にウィリアムズはフェラーリのCan-Amチームでエイモンとパートナーを組んでいて、開発責任者のマウロ・フォルギエリから本レースへの参加を言い渡された。クーパーは、母国グランプリとなるペドロ・ロドリゲスが8月のF2レースでの事故から復帰したが、ヨッヘン・リントはスターティングマネーに不満を持ち、ブラバムへの移籍を決めてチームを離脱したため欠場した。エントリーの詳細については、後述の#エントリーリストを参照されたい。

### 予選
最速だが信頼性の低いロータス・49を駆るジム・クラークがポールポジションを獲得し、エイモンが彼とともにフロントローを獲得した。2列目はイーグルのダン・ガーニーとロータスのグラハム・ヒルが占め、チャンピオンを争うブラバム勢はブラバムが5番手、ハルムが6番手で3列目に並ぶ。その後方の4列目はホンダのジョン・サーティースとマクラーレンのブルース・マクラーレンが占めた。

### 決勝
スタート直後にガーニーがクラークのリアにヒットしたが、クラークのロータスは排気管が曲がった程度でそのまま走行し、ガーニーはラジエーターが破損したまま数周走行したのちリタイアした。クラークはエイモンとチームメイトのヒルをオーバーテイクし、その後クラッチが切れないトラブルに見舞われたにもかかわらず、レースを支配することができた。ヒルが18周目にドライブシャフトの故障でリタイアし、ブラバムは3位に浮上したが、チャンピオンを争うチームメイトのハルムが彼の後方を走っていたため、連覇の可能性は遠のいていった。2位を走っていたエイモンはレース終盤で燃料不足に悩まされ、一度はマシンを降りてリタイアしようとしたが、燃料ポンプからカチカチという妙な音が聞こえたため慌ててマシンに戻った。この間にブラバム、ハルム、サーティースがエイモンを抜いていき5位まで順位を落とした。エイモンの最終ラップは優勝したクラークのファステストラップから2倍以上のタイムだったためカウントされず、9位に終わった。これにより、BRMのマイク・スペンスが5位、ロドリゲスが6位に入賞した。サーティースが駆るホンダ・RA300もデビュー3戦目となり、初期トラブルをおおよそ吐き出し完調に近かったが、ベースとしたローラ・T90のモノコックを途中で切り取った後半部にエンジンをストレスメンバーとしたスペースフレーム形式としているため、シャシーの前半と後半で剛性が一様でない欠点が露呈したが、レースではクラークやブラバム勢には及ばなかったものの、サーティースは安定した走りで4位に入賞した。
F1参戦3年目のハルムはモナコGPとドイツGPで優勝し、他のレースでも師匠譲りの粘り強い走りでコンスタントに入賞を繰り返して51点を集め、序盤戦の出遅れが響いて有効46点（合計48点）に終わったブラバムを退け、初のチャンピオンを獲得した。こうして王者に就いたハルムだったが、それ故にシーズン末にはチームを去ることを考えなければならず、翌年はマクラーレンへ移籍した。サーティースは合計20点でドライバーズランキング4位、ホンダもブラバム、ロータス、クーパーに続くコンストラクターズランキング4位となり、フェラーリやBRM、イーグルなどを抑えることができた。

## エントリーリスト
| チーム                                                      | No. | ドライバー                     | コンストラクター | シャシー | エンジン                         | タイヤ |
| ----------------------------------------------------------- | --- | ------------------------------ | ---------------- | -------- | -------------------------------- | ------ |
| ブラバム・レーシング・オーガニゼーション                    | 1   | ジャック・ブラバム             | ブラバム         | BT24     | レプコ 740 3.0L V8               | G      |
| ブラバム・レーシング・オーガニゼーション                    | 2   | デニス・ハルム                 | ブラバム         | BT24     | レプコ 740 3.0L V8               | G      |
| ホンダ・レーシング                                          | 3   | ジョン・サーティース           | ホンダ           | RA300    | ホンダ RA273E 3.0L V12           | F      |
| クーパー・カー・カンパニー                                  | 4   | ヨッヘン・リント 1             | クーパー         | T81B     | マセラティ 10/F1 3.0L V12        | F      |
| クーパー・カー・カンパニー                                  | 21  | ペドロ・ロドリゲス             | クーパー         | T81B     | マセラティ 10/F1 3.0L V12        | F      |
| チーム・ロータス                                            | 5   | ジム・クラーク                 | ロータス         | 49       | フォード・コスワース DFV 3.0L V8 | F      |
| チーム・ロータス                                            | 6   | グラハム・ヒル                 | ロータス         | 49       | フォード・コスワース DFV 3.0L V8 | F      |
| チーム・ロータス                                            | 18  | モイセス・ソラーナ             | ロータス         | 49       | フォード・コスワース DFV 3.0L V8 | F      |
| オーウェン・レーシング・オーガニゼーション                  | 7   | ジャッキー・スチュワート       | BRM              | P115     | BRM P75 3.0L H16                 | G      |
| オーウェン・レーシング・オーガニゼーション                  | 8   | マイク・スペンス               | BRM              | P83      | BRM P75 3.0L H16                 | G      |
| スクーデリア・フェラーリ SpA SEFAC                          | 9   | クリス・エイモン               | フェラーリ       | 312/67   | フェラーリ 242 3.0L V12          | F      |
| スクーデリア・フェラーリ SpA SEFAC                          | 12  | ジョナサン・ウィリアムズ       | フェラーリ       | 312/67   | フェラーリ 242 3.0L V12          | F      |
| マイク・フィッシャー                                        | 10  | マイク・フィッシャー           | ロータス         | 33       | BRM P60 2.1L V8                  | F      |
| アングロ・アメリカン・レーサーズ                            | 11  | ダン・ガーニー                 | イーグル         | T1G      | ウェスレイク 58 3.0L V12         | G      |
| ブルース・マクラーレン・モーターレーシング                  | 14  | ブルース・マクラーレン         | マクラーレン     | M5A      | BRM P142 3.0L V12                | G      |
| ロブ・ウォーカー/ジャック・ダーラッシャー・レーシングチーム | 15  | ジョー・シフェール             | クーパー         | T81      | マセラティ 9/F1 3.0L V12         | F      |
| ヨアキム・ボニエ・レーシングチーム                          | 16  | ヨアキム・ボニエ               | クーパー         | T81      | マセラティ 9/F1 3.0L V12         | F      |
| レグ・パーネル・レーシング                                  | 17  | クリス・アーウィン             | BRM              | P83      | BRM P75 3.0L H16                 | F      |
| ギ・リジェ                                                  | 19  | ギ・リジェ                     | ブラバム         | BT20     | レプコ 620 3.0L V8               | F      |
| マトラ・スポール                                            | 22  | ジャン＝ピエール・ベルトワーズ | マトラ           | MS7      | フォード・コスワース FVA 1.6L L4 | G      |
| カストロール・オイルズ・リミテッド                          | 30  | アル・ピース 2                 | イーグル         | T1F      | クライマックス FPF 2.8L L4       | G      |
| ソース:                                                     |     |                                |                  |          |                                  |        |

追記
- ピンク地はF2マシンで参加
- ^1 - リントはスターティングマネーの支払いを巡って紛争となり欠場[9][4]
- ^2 - エントリーしたが出場せず[9]

## 結果

### 予選
| 順位    | No. | ドライバー                     | コンストラクター      | タイム  | 差     | グリッド |
| ------- | --- | ------------------------------ | --------------------- | ------- | ------ | -------- |
| 1       | 5   | ジム・クラーク                 | ロータス-フォード     | 1:47.56 | -      | 1        |
| 2       | 9   | クリス・エイモン               | フェラーリ            | 1:48.04 | +0.48  | 2        |
| 3       | 11  | ダン・ガーニー                 | イーグル-ウェスレイク | 1:48.10 | +0.54  | 3        |
| 4       | 6   | グラハム・ヒル                 | ロータス-フォード     | 1:48.74 | +1.18  | 4        |
| 5       | 1   | ジャック・ブラバム             | ブラバム-レプコ       | 1:49.08 | +1.52  | 5        |
| 6       | 2   | デニス・ハルム                 | ブラバム-レプコ       | 1:49.46 | +1.90  | 6        |
| 7       | 3   | ジョン・サーティース           | ホンダ                | 1:49.80 | +2.24  | 7        |
| 8       | 14  | ブルース・マクラーレン         | マクラーレン-BRM      | 1:50.06 | +2.50  | 8        |
| 9       | 18  | モイセス・ソラーナ             | ロータス-フォード     | 1:51.52 | +3.96  | 9        |
| 10      | 15  | ジョー・シフェール             | クーパー-マセラティ   | 1:51.89 | +4.33  | 10       |
| 11      | 8   | マイク・スペンス               | BRM                   | 1:52.25 | +4.69  | 11       |
| 12      | 7   | ジャッキー・スチュワート       | BRM                   | 1:52.34 | +4.78  | 12       |
| 13      | 21  | ペドロ・ロドリゲス             | クーパー-マセラティ   | 1:52.85 | +5.29  | 13       |
| 14      | 22  | ジャン＝ピエール・ベルトワーズ | マトラ-フォード       | 1:53.08 | +5.52  | 14       |
| 15      | 17  | クリス・アーウィン             | BRM                   | 1:54.38 | +6.82  | 15       |
| 16      | 12  | ジョナサン・ウィリアムズ       | フェラーリ            | 1:54.80 | +7.24  | 16       |
| 17      | 16  | ヨアキム・ボニエ               | クーパー-マセラティ   | 1:55.57 | +8.01  | 17       |
| 18      | 10  | マイク・フィッシャー           | ロータス-BRM          | 1:57.41 | +9.85  | 18       |
| 19      | 19  | ギ・リジェ                     | ブラバム-レプコ       | 1:58.45 | +10.89 | 19       |
| ソース: |     |                                |                       |         |        |          |

追記
- ピンク地はF2マシンで参加

### 決勝
| 順位    | No. | ドライバー                     | コンストラクター      | 周回数 | タイム/リタイア原因 | グリッド | ポイント |
| ------- | --- | ------------------------------ | --------------------- | ------ | ------------------- | -------- | -------- |
| 1       | 5   | ジム・クラーク                 | ロータス-フォード     | 65     | 1:59:28.70          | 1        | 9        |
| 2       | 1   | ジャック・ブラバム             | ブラバム-レプコ       | 65     | +1:25.36            | 5        | 6        |
| 3       | 2   | デニス・ハルム                 | ブラバム-レプコ       | 64     | +1 Lap              | 6        | 4        |
| 4       | 3   | ジョン・サーティース           | ホンダ                | 64     | +1 Lap              | 7        | 3        |
| 5       | 8   | マイク・スペンス               | BRM                   | 63     | +2 Laps             | 11       | 2        |
| 6       | 21  | ペドロ・ロドリゲス             | クーパー-マセラティ   | 63     | +2 Laps             | 13       | 1        |
| 7       | 22  | ジャン＝ピエール・ベルトワーズ | マトラ-フォード       | 63     | +2 Laps             | 14       |          |
| 8       | 12  | ジョナサン・ウィリアムズ       | フェラーリ            | 63     | +2 Laps             | 16       |          |
| 9       | 9   | クリス・エイモン               | フェラーリ            | 62     | 燃料切れ            | 2        |          |
| 10      | 16  | ヨアキム・ボニエ               | クーパー-マセラティ   | 61     | +4 Laps             | 17       |          |
| 11      | 19  | ギ・リジェ                     | ブラバム-レプコ       | 61     | +4 Laps             | 19       |          |
| 12      | 15  | ジョー・シフェール             | クーパー-マセラティ   | 59     | オーバーヒート      | 10       |          |
| Ret     | 14  | ブルース・マクラーレン         | マクラーレン-BRM      | 45     | 油圧                | 8        |          |
| Ret     | 17  | クリス・アーウィン             | BRM                   | 33     | オイル漏れ          | 15       |          |
| Ret     | 7   | ジャッキー・スチュワート       | BRM                   | 24     | エンジン            | 12       |          |
| Ret     | 6   | グラハム・ヒル                 | ロータス-フォード     | 18     | ハーフシャフト      | 4        |          |
| Ret     | 18  | モイセス・ソラーナ             | ロータス-フォード     | 12     | サスペンション      | 9        |          |
| Ret     | 11  | ダン・ガーニー                 | イーグル-ウェスレイク | 4      | ラジエーター        | 3        |          |
| DNS     | 10  | マイク・フィッシャー           | ロータス-BRM          |        | 燃料システム        | 18       |          |
| ソース: |     |                                |                       |        |                     |          |          |

ファステストラップ
- ジム・クラーク - 1:48.13（52周目）

ラップリーダー
- グラハム・ヒル - 2周 (Lap 1-2)
- ジム・クラーク - 63周 (Lap 3-65)

追記
- ピンク地はF2マシンで参加

## ランキング
|         | 順位 | ドライバー           | ポイント |
| ------- | ---- | -------------------- | -------- |
|         | 1    | デニス・ハルム       | 51       |
|         | 2    | ジャック・ブラバム   | 46 (48)  |
|         | 3    | ジム・クラーク       | 41       |
| 1       | 4    | ジョン・サーティース | 20       |
| 1       | 5    | クリス・エイモン     | 20       |
| ソース: |      |                      |          |

|         | 順位 | コンストラクター    | ポイント |
| ------- | ---- | ------------------- | -------- |
|         | 1    | ブラバム-レプコ     | 63 (67)  |
|         | 2    | ロータス-フォード   | 44       |
|         | 3    | クーパー-マセラティ | 28       |
| 1       | 4    | ホンダ              | 20       |
| 1       | 5    | フェラーリ          | 20       |
| ソース: |      |                     |          |

- 注:  トップ5のみ表示。前半6戦のうちベスト5戦及び後半5戦のうちベスト4戦がカウントされる。ポイントは有効ポイント、括弧内は総獲得ポイント。